# Берюль (коммуна)
Берю́ль (фр. Bérulle) — коммуна во Франции, находится в регионе Шампань — Арденны. Департамент — Об. Входит в состав кантона Экс-ан-От. Округ коммуны — Труа.
Код INSEE коммуны — 10042.
Коммуна расположена приблизительно в 125 км к юго-востоку от Парижа, в 105 км юго-западнее Шалон-ан-Шампани, в 34 км к юго-западу от Труа.

## Население
Население коммуны на 2008 год составляло 252 человека.
| 1962 | 1968 | 1975 | 1982 | 1990 | 1999 | 2008 |
| ---- | ---- | ---- | ---- | ---- | ---- | ---- |
| 242  | 278  | 249  | 240  | 220  | 235  | 252  |

## Экономика
В 2007 году среди 140 человек в трудоспособном возрасте (15—64 лет) 101 были экономически активными, 39 — неактивными (показатель активности — 72,1 %, в 1999 году было 68,0 %). Из 101 активных работали 92 человека (57 мужчин и 35 женщин), безработных было 9 (3 мужчинs и 6 женщин). Среди 39 неактивных 7 человек были учениками или студентами, 24 — пенсионерами, 8 были неактивными по другим причинам.

## Достопримечательности
- Церковь Рождества Богородицы (XVI век). Памятник истории с 1840 года[3]